# 1536
Il 1536 (MDXXXVI in numeri romani) è un anno bisestile del XVI secolo.

## Eventi
- 7 gennaio - Caterina d’Aragona, prima moglie di Enrico VIII Tudor, muore tra le braccia dell'amica e dama di compagnia María de Salinas, dopo aver ricevuto i sacramenti.
- 18 marzo – Apparizione di Nostra Signora della Misericordia nel savonese al contadino Antonio Botta.
- 22 marzo – Una eruzione dell'Etna scaturita dal cono centrale devia il corso del fiume Flascio e genera il Lago Gurrida. Questo è l'unico invaso naturale presente sull'Etna.
- 19 maggio – Anna Bolena, la seconda moglie di Enrico VIII d'Inghilterra, viene decapitata per adulterio.
- 25 maggio – Ginevra adotta ufficialmente la Riforma.
- Achille Marozzo, maestro di scrima della "Scuola Bolognese", pubblica a Modena la sua Opera Nova Chiamata Duello, O Vero Fiore dell'Armi de Singulari Abattimenti Offensivi, & Diffensivi.
- Inizia il processo storico denominato dissoluzione dei monasteri in Inghilterra (1536-1540).
- la Valle d'Aosta adotta come lingua ufficiale il francese, prima della Francia

## Nati

### Gennaio
- 1º gennaio - Diego de Zúñiga, filosofo spagnolo
- 6 gennaio - Ludovico Agostini, letterato italiano († 1609)
- 22 gennaio - Filiberto di Baden-Baden, nobile tedesco († 1569)

### Febbraio
- 2 febbraio - Scévole de Sainte-Marthe, poeta, umanista e politico francese († 1623)
- 2 febbraio - Piotr Skarga, teologo, scrittore e gesuita polacco († 1612)
- 6 febbraio - Sassa Narimasa, militare giapponese († 1588)
- 12 febbraio - Leonardo Donà, doge († 1612)
- 16 febbraio - Margherita d'Asburgo († 1567)
- 16 febbraio - Antoine Loysel, giurista e avvocato francese († 1617)
- 24 febbraio - Papa Clemente VIII, papa, vescovo cattolico e cardinale italiano († 1605)

### Marzo
- 10 marzo - Thomas Howard, IV duca di Norfolk, nobile inglese († 1572)
- 31 marzo - Ashikaga Yoshiteru, militare giapponese († 1565)

### Aprile
- 1º aprile - Antonio Talpa, religioso italiano († 1624)
- 8 aprile - Barbara d'Assia, nobile tedesca († 1597)

### Maggio
- 12 maggio - Celio Magno, poeta italiano († 1602)
- 20 maggio - Shimazu Yoshitora, militare giapponese († 1585)

### Luglio
- 16 luglio - Cesare d'Avalos, nobile, militare e politico italiano († 1614)
- 24 luglio - Giacomo Contarini, nobile italiano († 1595)

### Agosto
- 10 agosto - Caspar Oleviano, teologo e predicatore tedesco († 1587)
- 14 agosto - Renato di Guisa, nobile francese († 1566)

### Settembre
- 6 settembre - Cesare I Gonzaga, nobile italiano († 1575)
- 8 settembre - Pietro Bembo, vescovo cattolico italiano († 1589)

### Ottobre
- 21 ottobre - Gioacchino Ernesto di Anhalt, nobile tedesco († 1586)
- 28 ottobre - Felix Platter, medico, anatomista e botanico svizzero († 1614)

### Novembre
- 11 novembre - Marcantonio Memmo, doge († 1615)
- 21 novembre - Jean Vauquelin de La Fresnaye, poeta e scrittore francese († 1606)
- 22 novembre - Giovanni VI di Nassau-Dillenburg, conte olandese († 1606)

### Dicembre
- 5 dicembre - Santi di Tito, pittore e architetto italiano († 1603)
- 6 dicembre - Giovanni Francesco Bonomi, vescovo cattolico italiano († 1587)
- 26 dicembre - Yi I, scrittore coreano († 1584)
- 29 dicembre - Alvise Pasqualigo, scrittore italiano († 1576)

### Senza giorno specificato
- Elena Anguissola, pittrice e monaca cristiana italiana
- Asakura Kagetake, militare giapponese († 1575)
- Innico d'Avalos d'Aragona, cardinale e vescovo cattolico italiano († 1600)
- Giovanni Francesco Bordini, arcivescovo cattolico italiano († 1609)
- Mabel Browne, nobildonna inglese († 1610)
- Antonio Calcagni, scultore italiano († 1593)
- Vincenzo Campi, pittore italiano († 1591)
- Serafino Capponi, teologo italiano († 1614)
- Chŏng Ch'ŏl, politico e poeta coreano († 1593)
- Ignazio Danti, matematico, astronomo e vescovo cattolico italiano († 1586)
- Juan Fernández, esploratore e navigatore spagnolo († 1604)
- Antonio Foler, pittore italiano († 1616)
- Juan de Fuca, navigatore e esploratore greco († 1602)
- Teodoro Ghisi, pittore italiano († 1601)
- Giovanni Giovine, scrittore e prete italiano
- Gian Gerolamo Grumelli, nobile italiano († 1610)
- Gürcü Mehmed Pascià, politico ottomano († 1626)
- Hatakeyama Yoshitsuna, militare giapponese († 1594)
- Henry Hastings, III conte di Huntingdon, nobile inglese († 1595)
- Remigius Hogenberg, incisore tedesco († 1574)
- Charles Howard, I conte di Nottingham, nobile, politico e militare britannico († 1624)
- Ikeda Tsuneoki, militare giapponese († 1584)
- Inawashiro Morikuni, militare giapponese
- Marc'Antonio Ingegneri, compositore italiano († 1592)
- Kunohe Masazane, militare giapponese († 1582)
- Claude de La Châtre, nobile e militare francese († 1614)
- George van Lalaing, nobile olandese († 1581)
- Antonio Lodron di Castellano, nobile e religioso italiano († 1615)
- Giovanni Pietro Maffei, religioso e scrittore italiano († 1603)
- Makara Naotaka, militare giapponese († 1570)
- Antoni de Montserrat, presbitero e cartografo spagnolo († 1600)
- Cesare Nebbia, pittore italiano († 1614)
- Paris Nogari, pittore italiano († 1601)
- Ottaviano Mascherino, architetto italiano († 1606)
- Oda Nobuyuki, militare giapponese († 1557)
- Gregorio Petrocchini, cardinale e vescovo cattolico italiano († 1612)
- Gerolamo Ragazzoni, vescovo cattolico e umanista italiano († 1592)
- Domenico Ragnina, poeta italiano († 1607)
- Giambattista Raimondi, filosofo, matematico e orientalista italiano († 1614)
- Wolf Rumpf, politico e ambasciatore tedesco († 1606)
- Balthasar Russow, storico tedesco († 1600)
- Thomas Sackville, I conte di Dorset, politico, poeta e drammaturgo inglese († 1608)
- Manno Sbarri, orafo italiano († 1576)
- Juan de Mariana, gesuita, teologo e storico spagnolo († 1624)
- Henri de Monantheuil, matematico e medico francese († 1606)

## Morti

### Gennaio
- 6 gennaio - Baldassarre Peruzzi, architetto, pittore e scenografo italiano (n. 1481)
- 7 gennaio - Caterina d'Aragona, sovrana inglese (n. 1485)
- 20 gennaio - Renzo degli Anguillara, generale italiano
- 22 gennaio - Bernhard Knipperdolling, politico tedesco

### Febbraio
- 25 febbraio - Jakob Hutter, predicatore e teologo austriaco (n. 1500)

### Marzo
- 8 marzo - Giovanni Manardo, medico, botanico e umanista italiano (n. 1462)
- 15 marzo - Pargali Ibrahim Pascià, funzionario ottomano (n. 1493)
- 26 marzo - Francesco Grazioli, architetto e scultore italiano

### Aprile
- 4 aprile - Federico I di Brandeburgo-Ansbach, nobile (n. 1460)
- 4 aprile - Marin Sanudo il Giovane, storico e politico italiano (n. 1466)
- 27 aprile - Johann Apel, giurista e umanista tedesco (n. 1486)

### Maggio
- 12 maggio - Ercole Gonzaga di Novellara, nobile italiano
- 17 maggio - George Boleyn, nobile inglese
- 17 maggio - Mark Smeaton, musicista inglese
- 19 maggio - Anna Bolena, sovrana britannica (n. 1507)
- 31 maggio - Carlo I di Münsterberg-Oels, nobile boemo (n. 1476)

### Giugno
- 2 giugno - Giovanni Stewart, principe scozzese (n. 1481)
- 29 giugno - Bernardo III di Baden-Baden, nobile tedesco (n. 1474)

### Luglio
- 12 luglio - Erasmo da Rotterdam, presbitero, teologo e umanista olandese
- 23 luglio - Henry FitzRoy, I duca di Richmond e Somerset, nobile inglese (n. 1519)

### Agosto
- 9 agosto - Margherita di Foix-Candale, nobile (n. 1473)
- 10 agosto - Francesco di Valois, duca (n. 1518)
- 13 agosto - Gonzalo Guerrero, marinaio spagnolo (n. 1470)
- 24 agosto - Quizu Yupanqui, condottiero inca
- 24 agosto - Giovanna Carafa, nobildonna italiana
- 24 agosto - Sante Pagnini, biblista e monaco cristiano italiano (n. 1470)
- 31 agosto - Kaspar von Frundsberg, condottiero tedesco (n. 1501)

### Settembre
- 1º settembre - Luigi Caracciolo, vescovo cattolico italiano
- 15 settembre - Antonio de Leyva, condottiero e nobile spagnolo (n. 1480)
- 26 settembre - Didier de Saint-Jaille, militare francese
- 27 settembre - Felice della Rovere, nobildonna italiana (n. 1483)

### Ottobre
- 7 ottobre - Sebastiano di Montecuccoli, nobile italiano
- 14 ottobre - Garcilaso de la Vega, scrittore spagnolo
- 15 ottobre - Germana de Foix, regina (n. 1488)
- 18 ottobre - Benedetto Tagliacarne, umanista e vescovo cattolico italiano (n. 1480)

### Novembre
- 3 novembre - Sigismondo Pappacoda, cardinale e vescovo cattolico italiano (n. 1456)

### Dicembre
- 21 dicembre - John Seymour, nobile inglese
- 31 dicembre - Margareta Eriksdotter Vasa, nobildonna svedese (n. 1497)

### Senza giorno specificato
- Felipillo, traduttore peruviano
- Giovanni di Leida, religioso olandese
- Piloto, orafo e scultore italiano
- Pieter van Aelst, artista fiammingo
- Ettore Boezio, storico scozzese (n. 1465)
- Ludovico Bonaccioli, medico, editore e umanista italiano (n. 1475)
- Galeazzo Campi, pittore italiano
- Giambattista Casali, diplomatico e vescovo cattolico italiano
- Francisco de las Casas, militare spagnolo (n. 1461)
- Pedro Fernández de Lugo, esploratore spagnolo (n. 1475)
- Giovanni Antonio Flaminio, letterato e religioso italiano (n. 1464)
- Antonello Freri, scultore italiano (n. 1478)
- Antonello Gagini, scultore e architetto italiano (n. 1478)
- Cecilia Gallerani, nobildonna e poetessa italiana (n. 1473)
- Bartolomeo Ghetti, pittore italiano
- Agostino Giustiniani, vescovo cattolico italiano (n. 1470)
- Hiraga Genshin, militare giapponese
- Nicola Maffei, ambasciatore italiano (n. 1487)
- Matsudaira Kiyoyasu, militare giapponese (n. 1511)
- Diego Hurtado de Mendoza y Lemos, nobile e militare spagnolo (n. 1468)
- Diego Méndez de Segura, esploratore spagnolo (n. 1475)
- Arnoldo di Nimega, artista e vetraio olandese (n. 1475)
- Guillaume Parvy, vescovo cattolico e umanista francese
- Juan Pizarro, militare spagnolo (n. 1511)
- Ludovico II di Savoia-Racconigi, nobile
- Nicolas Storch, predicatore tedesco
- William Tyndale, teologo e biblista britannico
- Theodoricus Tzwyvel, tipografo, compositore e matematico tedesco (n. 1490)
- Gil Vicente, drammaturgo e poeta portoghese (n. 1465)
- Tommaso Vincidor, pittore e architetto italiano (n. 1493)
- Pablo Xochiquentzin, re azteco
- Garcia de Resende, poeta e storiografo portoghese (n. 1470)
- Pedro Fernández de Villegas, religioso e umanista spagnolo (n. 1453)
- Simone V di Lippe, nobile tedesco (n. 1471)

## Calendario
| Calendario 1536 | Calendario 1536 | Calendario 1536 | Calendario 1536 | Calendario 1536 | Calendario 1536 | Calendario 1536 | Calendario 1536 | Calendario 1536 | Calendario 1536 | Calendario 1536 | Calendario 1536 | Calendario 1536 | Calendario 1536 | Calendario 1536 | Calendario 1536 | Calendario 1536 | Calendario 1536 | Calendario 1536 | Calendario 1536 | Calendario 1536 | Calendario 1536 | Calendario 1536 | Calendario 1536 | Calendario 1536 | Calendario 1536 | Calendario 1536 | Calendario 1536 | Calendario 1536 | Calendario 1536 | Calendario 1536 | Calendario 1536 | Calendario 1536 |
| --------------- | --------------- | --------------- | --------------- | --------------- | --------------- | --------------- | --------------- | --------------- | --------------- | --------------- | --------------- | --------------- | --------------- | --------------- | --------------- | --------------- | --------------- | --------------- | --------------- | --------------- | --------------- | --------------- | --------------- | --------------- | --------------- | --------------- | --------------- | --------------- | --------------- | --------------- | --------------- | --------------- |
|                 | 1               | 2               | 3               | 4               | 5               | 6               | 7               | 8               | 9               | 10              | 11              | 12              | 13              | 14              | 15              | 16              | 17              | 18              | 19              | 20              | 21              | 22              | 23              | 24              | 25              | 26              | 27              | 28              | 29              | 30              | 31              |                 |
| Gennaio         | Sa              | Do              | Lu              | Ma              | Me              | Gi              | Ve              | Sa              | Do              | Lu              | Ma              | Me              | Gi              | Ve              | Sa              | Do              | Lu              | Ma              | Me              | Gi              | Ve              | Sa              | Do              | Lu              | Ma              | Me              | Gi              | Ve              | Sa              | Do              | Lu              |                 |
| Febbraio        | Ma              | Me              | Gi              | Ve              | Sa              | Do              | Lu              | Ma              | Me              | Gi              | Ve              | Sa              | Do              | Lu              | Ma              | Me              | Gi              | Ve              | Sa              | Do              | Lu              | Ma              | Me              | Gi              | Ve              | Sa              | Do              | Lu              | Ma              |                 |                 |                 |
| Marzo           | Me              | Gi              | Ve              | Sa              | Do              | Lu              | Ma              | Me              | Gi              | Ve              | Sa              | Do              | Lu              | Ma              | Me              | Gi              | Ve              | Sa              | Do              | Lu              | Ma              | Me              | Gi              | Ve              | Sa              | Do              | Lu              | Ma              | Me              | Gi              | Ve              |                 |
| Aprile          | Sa              | Do              | Lu              | Ma              | Me              | Gi              | Ve              | Sa              | Do              | Lu              | Ma              | Me              | Gi              | Ve              | Sa              | Do              | Lu              | Ma              | Me              | Gi              | Ve              | Sa              | Do              | Lu              | Ma              | Me              | Gi              | Ve              | Sa              | Do              |                 |                 |
| Maggio          | Lu              | Ma              | Me              | Gi              | Ve              | Sa              | Do              | Lu              | Ma              | Me              | Gi              | Ve              | Sa              | Do              | Lu              | Ma              | Me              | Gi              | Ve              | Sa              | Do              | Lu              | Ma              | Me              | Gi              | Ve              | Sa              | Do              | Lu              | Ma              | Me              |                 |
| Giugno          | Gi              | Ve              | Sa              | Do              | Lu              | Ma              | Me              | Gi              | Ve              | Sa              | Do              | Lu              | Ma              | Me              | Gi              | Ve              | Sa              | Do              | Lu              | Ma              | Me              | Gi              | Ve              | Sa              | Do              | Lu              | Ma              | Me              | Gi              | Ve              |                 |                 |
| Luglio          | Sa              | Do              | Lu              | Ma              | Me              | Gi              | Ve              | Sa              | Do              | Lu              | Ma              | Me              | Gi              | Ve              | Sa              | Do              | Lu              | Ma              | Me              | Gi              | Ve              | Sa              | Do              | Lu              | Ma              | Me              | Gi              | Ve              | Sa              | Do              | Lu              |                 |
| Agosto          | Ma              | Me              | Gi              | Ve              | Sa              | Do              | Lu              | Ma              | Me              | Gi              | Ve              | Sa              | Do              | Lu              | Ma              | Me              | Gi              | Ve              | Sa              | Do              | Lu              | Ma              | Me              | Gi              | Ve              | Sa              | Do              | Lu              | Ma              | Me              | Gi              |                 |
| Settembre       | Ve              | Sa              | Do              | Lu              | Ma              | Me              | Gi              | Ve              | Sa              | Do              | Lu              | Ma              | Me              | Gi              | Ve              | Sa              | Do              | Lu              | Ma              | Me              | Gi              | Ve              | Sa              | Do              | Lu              | Ma              | Me              | Gi              | Ve              | Sa              |                 |                 |
| Ottobre         | Do              | Lu              | Ma              | Me              | Gi              | Ve              | Sa              | Do              | Lu              | Ma              | Me              | Gi              | Ve              | Sa              | Do              | Lu              | Ma              | Me              | Gi              | Ve              | Sa              | Do              | Lu              | Ma              | Me              | Gi              | Ve              | Sa              | Do              | Lu              | Ma              |                 |
| Novembre        | Me              | Gi              | Ve              | Sa              | Do              | Lu              | Ma              | Me              | Gi              | Ve              | Sa              | Do              | Lu              | Ma              | Me              | Gi              | Ve              | Sa              | Do              | Lu              | Ma              | Me              | Gi              | Ve              | Sa              | Do              | Lu              | Ma              | Me              | Gi              |                 |                 |
| Dicembre        | Ve              | Sa              | Do              | Lu              | Ma              | Me              | Gi              | Ve              | Sa              | Do              | Lu              | Ma              | Me              | Gi              | Ve              | Sa              | Do              | Lu              | Ma              | Me              | Gi              | Ve              | Sa              | Do              | Lu              | Ma              | Me              | Gi              | Ve              | Sa              | Do              |                 |